# Denis Bezerra
Denis Anderson da Rocha Bezerra (Fortaleza, 17 de março de 1980) é um advogado e político brasileiro filiado ao Partido Socialista Brasileiro (PSB).

## Biografia e carreira
Em 2018, foi eleito deputado federal pelo PSB Ceará com o apoio de 106.294 cearenses. 
É graduado em Direito pela Universidade de Fortaleza, com especialização em Direito Imobiliário pelas Faculdades Integradas de São Paulo e atualmente cursa mestrado em Políticas Públicas e Governo pela FGV.
Em 2022 assumiu a Presidência da Comissão dos Direitos da Pessoa Idosa e a 2a Vice-Presidência da Comissão de Ciência e Tecnologia, Comunicação e Informática da Câmara dos Deputados. É membro suplente da Comissão de Finanças e Tributação e da Comissão de Defesa do Consumidor. É diretor da Confederação Nacional de Notários e Registradores e presidente do Sindicato dos Notários, Registradores e Distribuidores do Estado do Ceará e preside ainda o Partido Socialista Brasileiro do Ceará.   

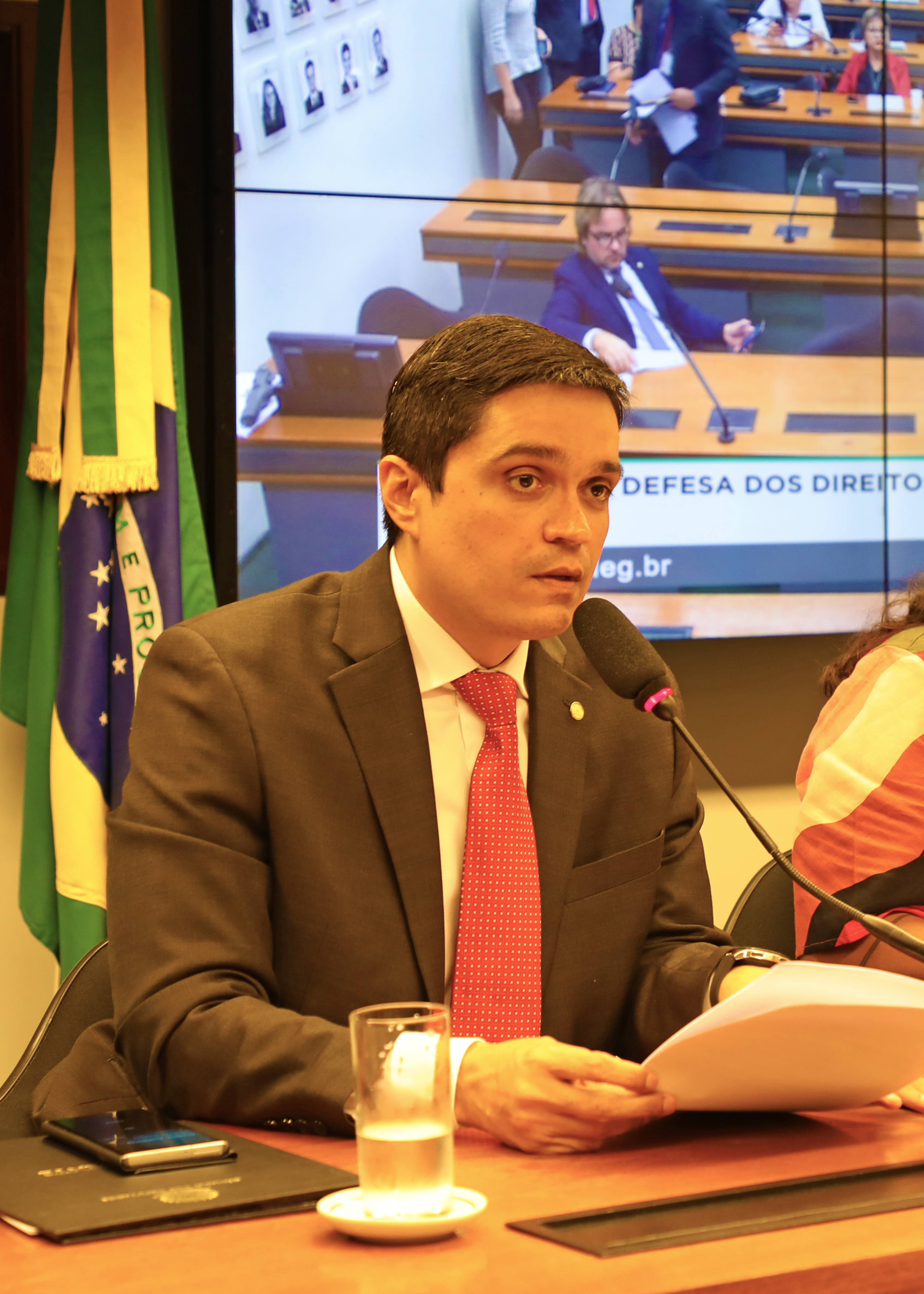
Deputado Federal Denis Bezerra durante reunião da Comissão do Idoso, na Câmara Federal (2019)

Além disso, foi um dos parlamentares que mais aprovou projetos de lei durante o período de calamidade pública. São mais de 750 iniciativas legislativas que foram protocoladas com destaque para o Projeto de Lei 1.079/20, que originou a Lei 14.024/20, com a suspensão temporária das obrigações financeiras dos estudantes beneficiários do Fies.
No Congresso Nacional permaneceu ao lado dos trabalhadores contra a Reforma da Previdência e pela defesa da manutenção do BPC, lutou para melhorar os direitos de professores, policiais e mulheres nos destaques da PEC 06/2019. Como primeiro vice-presidente da Comissão de Defesa dos Direitos da Pessoa Idosa (CIDOSO) da Câmara, àquele período, apresentou propostas e emendas à Lei de Diretrizes Orçamentárias (LDO) para fortalecer as políticas voltadas aos idosos. Em coautoria com os deputados do PSB, incluiu novas medidas protetivas à Lei Maria da Penha, por meio da Lei Ordinária 13.880/2019, que determina a apreensão imediata da arma de fogo do agressor para evitar a reincidência da violência e os feminicídios.
O deputado federal Denis Bezerra integrou ainda as Comissões Parlamentares, como membro titular, da Comissão Externa Ministério da Educação (CEMEX), do Centro de Estudos e Debates Estratégicos (CEDES), da Comissão Reclusão Por Maus-Tratos a Animais (PL 1095/19) e da Comissão do Superendividamento do Consumidor (PL 3515/15), Comissão de Viação e Transportes. Participou ainda da suplência da CPI - Derramamento de Óleo no Nordeste, Subcomissão Permanente Previdência Social, da Comissão que debate a Reforma Tributária (PEC 45/2019) e da Comissão de Constituição, Justiça e Cidadania.

## Política
Em 2018 foi eleito deputado federal pelo Ceará.
Nas eleições de 2022, tentou reeleição pelo Partido Socialista Brasileiro (PSB). Em razão de não ter atingido o Quociente Eleitoral, seu Partido Político não conseguiu garantir nenhuma vaga. Recebeu 118.822 votos (décima-quarta maior votação).